# Фнитопсихиты
Фнитопсихи́ты или тнитопсихи́ты (др.-греч. θνητοψυχῖται от θνητός — «смертный» + ψῡχή — «дух, душа»; лат. thnetopcychitae; ст.‑слав. мьртводѹшьници) или  ара́бики (лат. arabici), или араби́ты — последователи учения, согласно которому человеческая душа подобна душе домашнего скота и что она погибает вместе с телом.
О фнитопасхитах сведения очень скудные. Евсевий Кесарийский в книге «Церковная история» сообщает о том, что в Аравии в первой половине III века появились люди, распространявшие учение, согласно которому душа человека в смертный час умирает с телом и вместе с ним разрушается, а в час воскресения вместе с ним и оживёт. Для обсуждения данного вопроса был созван немалый собор в 246 году, на который был приглашён Ориген. Он изложил перед собранием свои соображения о данном вопросе. Благодаря доводам Оригена собравшиеся отказались от своего учения. Евсевий Кесарийский термин «фнитопсихиты» по отношению к данным людям не употребляет. Этого термина, как и рассказа об этой ереси, нет у Епифания Кипрского в книге «Панарион». У Августина в книге «De Haeresibus ad Quodvultdeum Liber Unus» фнитопсихиты носят название лат. «arabici», это 83 ересь в его книге; это же название в книге Исидора Севильского «Этимологии», 59 ересь. Описание этой ереси и сам термин «фнитопсихиты» появляется в книге «О ста ересях вкратце», написанной Иоанном Дамаскиным. Никита Хониат (XIII век) в книге др.-греч. «Θησαυρὸς ὀρθοδοξίας» («Сокровище православия») описал учение фнитопсихитов. Никифор Каллист Ксанфопул в книге «Церковная история» пересказывает рассказ Евсевия Кесарийского об этой ереси.
Приблизительно того же воззрения, что и фнитопсихиты, придерживалась в Средние века секта онетопсихитов.